# Montenegro de Cameros
Montenegro de Cameros ist ein kleines Bergdorf und eine zur bevölkerungsarmen Serranía Celtibérica gehörende Gemeinde (municipio) mit nur noch 45 Einwohnern (Stand: 2024) im Norden der spanischen Provinz Soria in der Autonomen Gemeinschaft Kastilien-León.

## Lage und Klima
Das Gemeindegebiet von Montenegro de Cameros bildet einen – geographisch eher zum Einzugsbereich (cuenca) des Ebro und damit zur Autonomen Region La Rioja gehörenden – Zipfel im äußersten Norden der Provinz Soria. Der gleichnamige Ort liegt am Rand eines Hügels oberhalb des Río Mayor in einer Höhe von ca. 1225 m. Die Entfernung zur Provinzhauptstadt Soria beträgt etwa 63 km in südöstlicher Richtung. Das Klima ist gemäßigt bis warm; Regen (ca. 665 mm/Jahr) fällt hauptsächlich im Winterhalbjahr.

## Bevölkerungsentwicklung
| Jahr      | 1857 | 1900 | 1950 | 2000 | 2018 |
| Einwohner | 323  | 415  | 314  | 113  | 57   |

Infolge der Mechanisierung der Landwirtschaft, der Aufgabe bäuerlicher Kleinbetriebe und des daraus resultierenden geringeren Arbeitskräftebedarfs ist die Einwohnerzahl des Bergorts seit der Mitte des 20. Jahrhunderts deutlich zurückgegangen (Landflucht).

## Wirtschaft
Auf den kargen Böden der kalten Hochflächen der Provinz Soria war – mit Ausnahme von Gerste – kaum Getreideanbau möglich. Die Bevölkerung lebte jahrhundertelang hauptsächlich von der Zucht von Schafen und Ziegen, aus deren Milch Käse hergestellt wurde, der sich nach mühsamem Transport auf dem Markt in Soria oder im nähergelegenen Ebrotal verkaufen oder gegen Mehl etc. eintauschen ließ. Die Wolle der Schafe wurde versponnen und während der Wintermonate zu Stoffbahnen verwoben, aus denen einfache Kleidung hergestellt wurde. Ziegenhaare eigneten sich nur zur Herstellung von wetterfesten Überwürfen (ponchos) oder von Säcken, Seilen etc.

## Geschichte
Keltiberische, römische, westgotische und selbst islamisch-maurische Siedlungsspuren wurden auf dem Gemeindegebiet nicht entdeckt. Das hochgelegene Gebiet diente jahrhundertelang als Sommerweide für Schafe und Ziegen. Eine militärische Rückeroberung (reconquista) durch die Christen fand wohl nicht statt, doch wurde der Platz im Rahmen der Repoblación allmählich besiedelt. Seit etwa 1040 gehörte die Gegend zur vom navarresischen König  García Sánchez III. geschaffenen Grundherrschaft (señorio) der Tierra de Cameros. Im weiteren Verlauf des Mittelalters war die Region zeitweise zwischen den Königreichen Kastilien und Navarra umstritten; im Jahr 1366 vermachte Heinrich von Trastamara als Dank für geleistete Dienste 40 Dörfer, darunter auch Montenegro, an Juan Ramírez de Arellano, dessen Nachfahren, die Condes de Águilar und die Duques de Abrantes lange Zeit Grundherrn (señores) der Gegend blieben. Nach der Abschaffung der Grundherrschaften im Jahr 1811 gehörte das Gebiet der Cameros zur Provinz Soria und blieb dort – auch nach der Neuschaffung der Provinz Logroño im Jahr 1833.

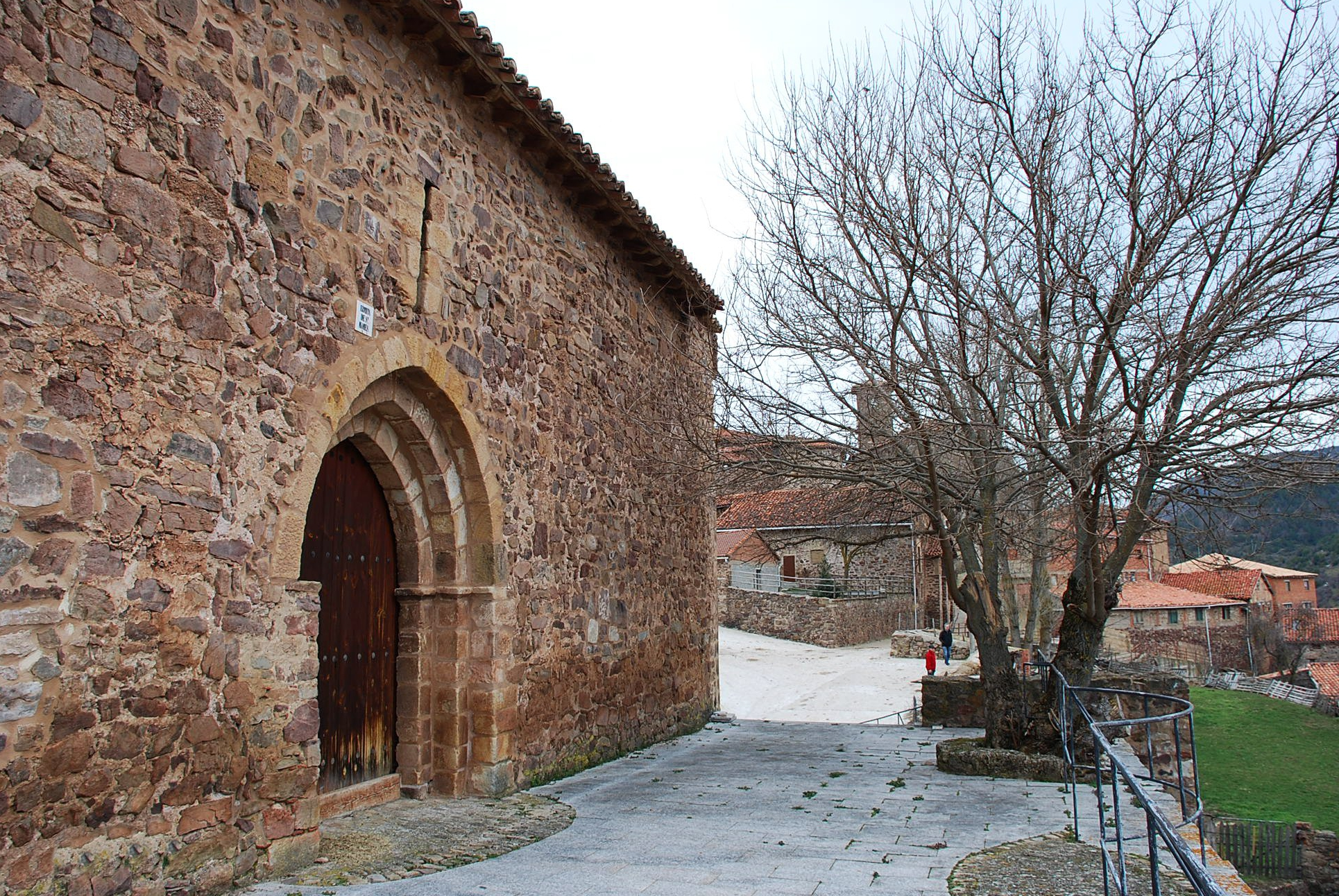
Montenegro de Cameros – Ermita de San Mamés

## Sehenswürdigkeiten
- Die – mit Ausnahme der Strebepfeiler – ausschließlich aus Feldsteinen errichtete einschiffige und nahezu fensterlose Kirche des Ortes (Iglesia de la Asunción) ist der Himmelfahrt Mariens geweiht. Sie hat den Eingang auf der Südseite und einen flachen Chorschluss mit einem runden Maßwerkfenster. Im sterngewölbten Innern befindet sich ein sehenswertes Altarretabel (retablo) mit Tafelbildern aus dem beginnenden 16. Jahrhundert.[4]
- Die – laut Ansicht einiger Forscher – in Teilen noch romanische, aber in ihrem heutigen Zustand größtenteils aus der Mitte des 16. Jahrhunderts stammende Ermita San Mamés ist dem hl. Mamas von Kappadokien geweiht und befindet sich auf einer Anhöhe etwa 500 m außerhalb des Ortes. Das im Scheitelpunkt leicht angespitzte gotische Portal führt ins Kirchenschiff (nave), in welchem noch einige gotische Freskenreste erhalten sind.[5]
- Das gesamte Gemeindegebiet ist als Vogelschutzgebiet ausgewiesen.